# Африди, Шахид
Шахибзада Мохаммад Шахид Хан Африди (урду صاحبزادہ محمد شاہد خان آفریدی‎, пушту شاهد آفریدی‎, англ. Sahibzada Mohammad Shahid Khan Afridi; род. 1 марта 1980[…], Хайбер, Территория племён федерального управления) — пакистанский крикетист, бывший капитан национальной сборной по крикету.

## Биография
Из пуштунского племени африди.
В период между 1996 и 2012 годами Африди провёл свыше 334 интернациональных встреч за пакистанскую национальную сборную по крикету. Его дебют состоялся 2 октября 1996 года в матче против Кении.
Шахид Африди известен своей агрессивной манерой игры, ему принадлежит рекорд по самой быстрой подаче, а также он является вторым по результативности игроком в крикет в мире.
В мае 2011 года он был снят с должности капитана национальной сборной, в знак протеста Шахид Африди объявил о своём уходе из спорта. В октябре 2011 года он изменил своё решение и продолжил выступать на клубном уровне. Африди участвует в акциях ЮНИСЕФ по борьбе с полиомиелитом в Зоне Племён и Вазиристане.

## Участие в рекламе
Является лицом рекламной кампании швейцарских часов Rado.